# Brachytarsomys mahajambaensis
Brachytarsomys mahajambaensis é um roedor extinto do noroeste de Madagascar. É conhecido a partir de nove molares isolados encontrados em vários sítios durante trabalhos de campo que começaram em 2001. Descrito pela primeira vez em 2010, é colocado no gênero Brachytarsomys juntamente com duas espécies vivas maiores, que podem diferir em alguns detalhes da morfologia molar. A presença de B. mahajambaensis, um elemento raro na fauna local de roedores, sugere que a região era anteriormente mais úmida.

## Taxonomia
Restos de B. mahajambaensis foram encontrados durante trabalhos de campo no noroeste de Madagascar, iniciados em 2001. A espécie foi descrita em um artigo de 2010 por Pierre Mein e colegas, juntamente com outro roedor extinto, Nesomys narindaensis. O nome específico, mahajambaensis, refere-se à baía de Mahajamba, que fica perto dos locais onde a espécie foi encontrada. É colocado no gênero Brachytarsomys, juntamente com duas espécies vivas maiores, Brachytarsomys albicauda e Brachytarsomys villosa. Brachytarsomys é classificado na subfamília exclusivamente malgaxe Nesomyinae, da família Nesomyidae, que inclui vários roedores africanos.

## Descrição
Brachytarsomys mahajambaensis é conhecido a partir de nove molares isolados, incluindo dois primeiros molares superiores (M1), um dos quais está quebrado, dois segundos molares superiores (M2), um M3, dois segundos molares inferiores (m2) e dois m3. É geralmente semelhante às outras duas espécies, mas menor. Existem algumas diferenças na estrutura molar, que podem não se manter em amostras maiores.
Tanto o M1 quanto o M2 têm coroas planas. O M1 é convexo no lado lingual (interno) e côncavo no lado externo, o que o torna em forma de rim. O anterocone [en], a cúspide na frente do dente, parece não estar dividido em dois, como nas espécies vivas de Brachytarsomys. Está estreitamente conectado ao protocone, outra cúspide atrás dele no lado labial, que está conectada da mesma forma ao paracone [en]. Esta cúspide localizada lingualmente exibe uma conexão mais ampla com o hipocone no lado labial, que está isolado do metacone lingualmente atrás dele. O metacone está amplamente conectado a outra cúspide labial atrás dele, referida como "pós-hipocone", com a qual se espera que se funda com o aumento do desgaste. Atrás deste par de cúspides, um pequeno posterolofo (uma crista na parte de trás do dente) está presente. Em geral, a parte de trás do dente é mais desenvolvida do que em Brachytarsomys albicauda. O cíngulo anterolingual no M2, uma crista no canto lingual frontal, está ausente ou é muito pequeno; é bem desenvolvido em B. albicauda. As cúspides formam três cristas transversais, com a cúspide labial atrás da lingual. Em um espécime, a segunda e a terceira lofos estão fracamente conectadas. O posterolofo é mais desenvolvido do que no M1. O M3 também tem três dessas cristas, que exibem conexões estreitas ao longo do comprimento do dente. Na primeira crista, as duas cúspides estão aproximadamente lado a lado, mas na segunda, o hipocone (no lado labial) está um pouco atrás do paracone. O pós-hipocone e o metacone, na terceira crista, estão unidos na parte de trás. Existem três raízes, duas na frente e uma atrás, no M1 e no M2; as raízes estão ausentes no único M3 conhecido.
| Espécie           | M1                    | M2                       | M3          | m1          | m2                       | m3                       |
| ----------------- | --------------------- | ------------------------ | ----------- | ----------- | ------------------------ | ------------------------ |
| B. albicauda      | 3,5 x 2,38            | 2,75 x 2,27              | 2,08 x 1,94 | 3,04 x 2,03 | 2,74 x 2,24              | 2,46 x 2,03              |
| B. mahajambaensis | 2,73 x 1,79, – x 1,87 | 2,27 x 1,90, 2,43 x 2,02 | 1,78 x 1,75 | –           | 2,41 x 1,93, 2,41 x 1,98 | 1,89 x 1,57, 2,23 x 1,76 |

O m1 é desconhecido. No m2, existem duas cristas transversais bem desenvolvidas e uma menor atrás delas. A primeira consiste em duas cúspides, o anteroconídeo (labial) e o metaconídeo (lingual), e a segunda une o protoconídeo no lado labial com o entoconídeo no lado lingual. A segunda crista está fracamente unida à terceira, que une o hipoconídeo no lado labial ao posteroconídeo na parte de trás. Em um espécime, um cíngulo [en] (crista) está presente na parte de trás do dente e uma pequena cúspide, o ectostilídeo, também está presente. O m3 torna-se mais estreito em direção à parte de trás, tornando sua forma triangular, e contém três cristas. A primeira novamente consiste no anteroconídeo e no metaconídeo e a segunda no protoconídeo e no entoconídeo. A terceira é menor e consiste no hipoconídeo com o posteroconídeo em um espécime, mas no outro, o posteroconídeo é reduzido a uma crista estreita, o posterolofídeo. Ao contrário de Brachytarsomys albicauda, o hipoconídeo permanece separado do posterolofídeo e não está fundido a ele. Tanto o m2 quanto o m3 têm duas raízes.

## Distribuição e ecologia
Dentes de Brachytarsomys mahajambaensis foram encontrados nos sítios de Antsingiavo, Belobaka e Ambatomainty, no noroeste de Madagascar, que são do final do Pleistoceno (126.000 a 10.000 anos atrás) e do Holoceno (menos de 10.000 anos atrás) em idade. Brachytarsomys é um elemento raro da fauna de roedores, que é dominada por múltiplas espécies de Eliurus e Macrotarsomys. Brachytarsomys modernos são ratos grandes que vivem em árvores e comem frutas em altitudes médias a altas. O ambiente moderno e seco no noroeste de Madagascar é decididamente inóspito para esses animais, e eles não ocorrem mais lá; a presença anterior de Brachytarsomys mahajambaensis pode indicar que a região era mais úmida no passado.

## Literatura citada
- Mein, P., Sénégas, F., Gommery, D., Ramanivoso, B., Randrianantenaina, H. e Kerloc'h, P. 2010. Nouvelles espèces subfossiles de rongeurs du Nord-Ouest de Madagascar (assinatura necessária). Comptes Rendus Palevol 9(3):101–112 (em francês, com versão resumida em inglês).
- Musser, G.G. e Carleton, M.D. 2005. Superfamily Muroidea. Pp. 894–1531 in Wilson, D.E. e Reeder, D.M. (eds.). Mammal Species of the World: a taxonomic and geographic reference. 3rd ed. Baltimore: The Johns Hopkins University Press, 2 vols., 2142 pp. ISBN 978-0-8018-8221-0